# Tortricidiosis
Tortricidiosis là một chi bướm đêm thuộc phân họ Tortricinae của họ Tortricidae.

## Các loài
- Tortricidiosis inclusa Skalski, 1973